# Lanbi Kyun
Lanbi Kyun o simplemente Isla de Lanbi (también antes conocida como isla de Sullivan) es una isla en el archipiélago de Mergui, al sur de Birmania. Su superficie es de 188 km². Administrativamente hace parte de la Región de Tanintharyi frente al Mar de Andamán y en la costa occidental de la Península de Malaca.